# Nothobranchius
Nothobranchius es un género de peces de agua dulce de la familia notobránquidos en el orden de los ciprinodontiformes, que se distribuyen por ríos de gran parte de África.

## Hábitat
Viven en ríos, arroyos y pantanos de la sabana boscosa y de la selva tropical africana.

## Especies
Se conocen poco más de sesenta especies válidas en este género:
- Nothobranchius albimarginatus Watters, Wildekamp y Cooper, 1998
- Nothobranchius annectens Watters, Wildekamp y Cooper, 1998
- Nothobranchius bellemansi Valdesalici, 2014
- Nothobranchius bojiensis Wildekamp y Haas, 1992
- Nothobranchius boklundi Valdesalici, 2010
- Nothobranchius brieni Poll, 1938
- Nothobranchius cardinalis Watters, Cooper y Wildekamp, 2008
- Nothobranchius chochamandai Nagy, 2014
- Nothobranchius eggersi Seegers, 1982
- Nothobranchius elongatus Wildekamp, 1982
- Nothobranchius fasciatus Wildekamp y Haas, 1992
- Nothobranchius flagrans Nagy, 2014
- Nothobranchius flammicomantis Wildekamp, Watters y Sainthouse, 1998
- Nothobranchius foerschi Wildekamp y Berkenkamp, 1979
- Nothobranchius furzeri Jubb, 1971
- Nothobranchius fuscotaeniatus Seegers, 1997
- Nothobranchius geminus Wildekamp, Watters y Sainthouse, 2002
- Nothobranchius guentheri (Pfeffer, 1893)
- Nothobranchius hassoni Valdesalici y Wildekamp, 2004
- Nothobranchius hengstleri Valdesalici, 2007
- Nothobranchius interruptus Wildekamp y Berkenkamp, 1979
- Nothobranchius ivanovae Valdesalici, 2012
- Nothobranchius janpapi Wildekamp, 1977
- Nothobranchius jubbi Wildekamp y Berkenkamp, 1979
- Nothobranchius kadleci Reichard, 2010
- Nothobranchius kafuensis Wildekamp y Rosenstock, 1989
- Nothobranchius kardashevi Valdesalici, 2012
- Nothobranchius kilomberoensis Wildekamp, Watters y Sainthouse, 2002
- Nothobranchius kirki Jubb, 1969
- Nothobranchius korthausae Meinken, 1973
- Nothobranchius krammeri Valdesalici y Hengstler, 2008
- Nothobranchius krysanovi Shidlovskiy, Watters y Wildekamp, 2010
- Nothobranchius kuhntae (Ahl, 1926)
- Nothobranchius lourensi Wildekamp, 1977
- Nothobranchius lucius Wildekamp, Shidlovskiy y Watters, 2009
- Nothobranchius luekei Seegers, 1984
- Nothobranchius makondorum Wildekamp, Shidlovskiy y Watters, 2009
- Nothobranchius malaissei Wildekamp, 1978
- Nothobranchius melanospilus (Pfeffer, 1896)
- Nothobranchius microlepis (Vinciguerra, 1897)
- Nothobranchius milvertzi Nagy, 2014
- Nothobranchius neumanni (Hilgendorf, 1905)
- Nothobranchius niassa Valdesalici, Bills, Dorn, Reichwald y Cellerino, 2012
- Nothobranchius nubaensis Valdesalici, Bellemans, Kardashev y Golubtsov, 2009
- Nothobranchius occultus Valdesalici, 2014
- Nothobranchius ocellatus (Seegers, 1985)
- Nothobranchius oestergaardi Valdesalici y Amato, 2011
- Nothobranchius orthonotus (Peters, 1844)
- Nothobranchius palmqvisti (Lönnberg, 1907)
- Nothobranchius patrizii (Vinciguerra, 1927)
- Nothobranchius pienaari Shidlovskiy, Watters y Wildekamp, 2010
- Nothobranchius polli Wildekamp, 1978
- Nothobranchius rachovii Ahl, 1926
- Nothobranchius robustus Ahl, 1935
- Nothobranchius rosenstocki Valdesalici y Wildekamp, 2005
- Nothobranchius rubripinnis Seegers, 1986
- Nothobranchius rubroreticulatus Blache y Miton, 1960
- Nothobranchius ruudwildekampi Costa, 2009
- Nothobranchius sagittae Wildekamp, Watters y Shidlovskiy, 2014
- Nothobranchius seegersi Valdesalici y Kardashev, 2011
- Nothobranchius serengetiensis Wildekamp, Watters y Shidlovskiy, 2014
- Nothobranchius steinforti Wildekamp, 1977
- Nothobranchius symoensi Wildekamp, 1978
- Nothobranchius taeniopygus Hilgendorf, 1891
- Nothobranchius thierryi (Ahl, 1924)
- Nothobranchius ugandensis Wildekamp, 1994
- Nothobranchius usanguensis Wildekamp, Watters y Shidlovskiy, 2014
- Nothobranchius virgatus Chambers, 1984
- Nothobranchius vosseleri Ahl, 1924
- Nothobranchius wattersi Ng'oma, Valdesalici, Reichwald y Cellerino, 2013
- Nothobranchius willerti Wildekamp, 1992